# Colt Carry Magnum
Le revolver de poche Colt Mag Carry est une version du Colt Detective Special chambré en .357 Magnum.

## Caractéristiques
Presque identique au Colt Detective Special, il a une poignée et un canon renforcés qui lui permettent de tirer des balles .357 Magnum. 
Il n'est produit qu'en 1999 ; en 2000, Colt interrompt la production de tous ses revolvers à l'exception du Colt Python.

## Données techniques du Colt Carry Magnum
- Munition : .357 Magnum
- Masse à vide : 650 g
- Longueur : 17,8  cm
- Canon : 51 mm
- Barillet : 6 coups